# Capri (commune)
Pour les articles homonymes, voir Capri (homonymie).
Capri est une commune italienne de la ville métropolitaine de Naples en Campanie, située sur l'île de Capri, dont elle constitue l'une des deux entités administratives avec celle d'Anacapri.

## Monuments

### Églises
- Église de San Costanzo
- Église de San Stefano
- Église de Sant'Anna
- Église de San Michele
- Église de Santa Maria del soccorso
- Église de San Andrea

### Bibliothèque municipale
- Biblioteca Comunale Popolare « Luigi Bladier »

## Administration
| Période                                  | Période  | Identité   | Étiquette | Qualité |
| ---------------------------------------- | -------- | ---------- | --------- | ------- |
| 15 juin 2004                             | En cours | Ciro Lembo |           |         |
| Les données manquantes sont à compléter. |          |            |           |         |

### Hameaux
- Marina Grande (en français : « le grand port »), situé sur la côte nord de l'île, il est le port d'accès depuis lequel les visiteurs débarquent en arrivant de Naples. À l'ouest du port se trouve la plage de Marina Grande, la plus longue de toute l'île[2].

- Marina Piccola (en français : « le petit port »), situé sur la côte sud de l'île.

### Communes limitrophes
- Anacapri

## Images de Capri

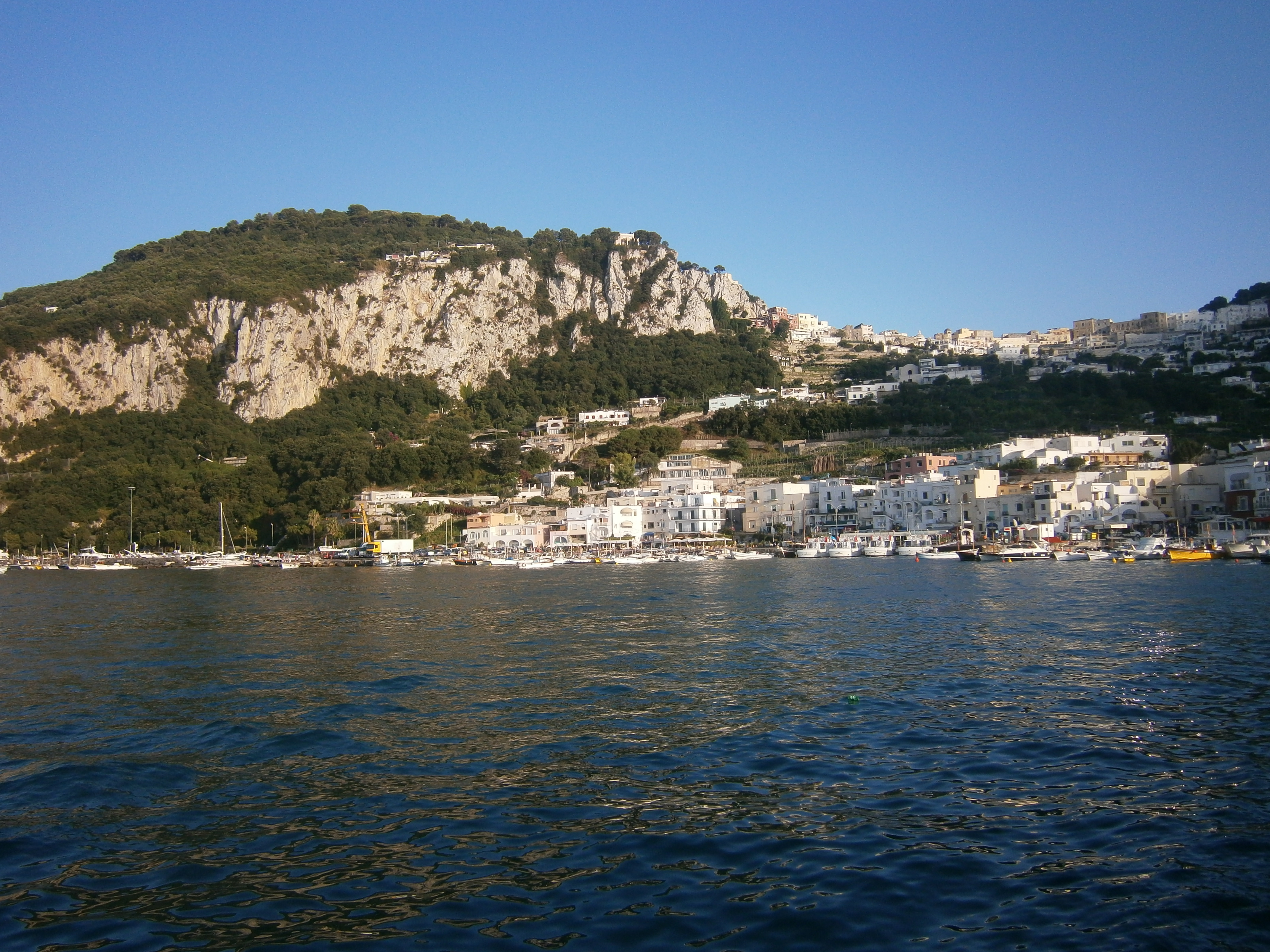
Vue du bateau
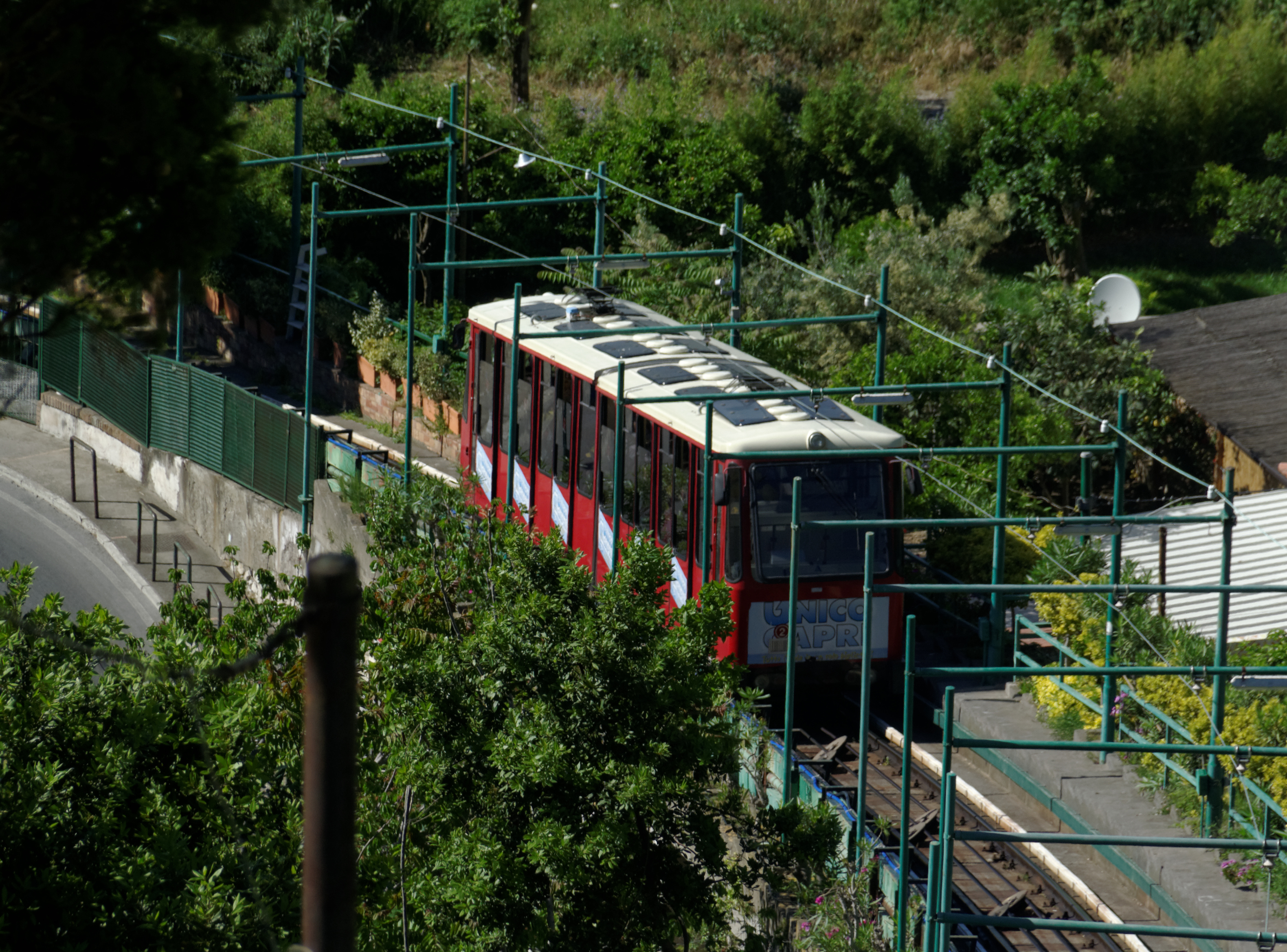
Funiculaire de Capri
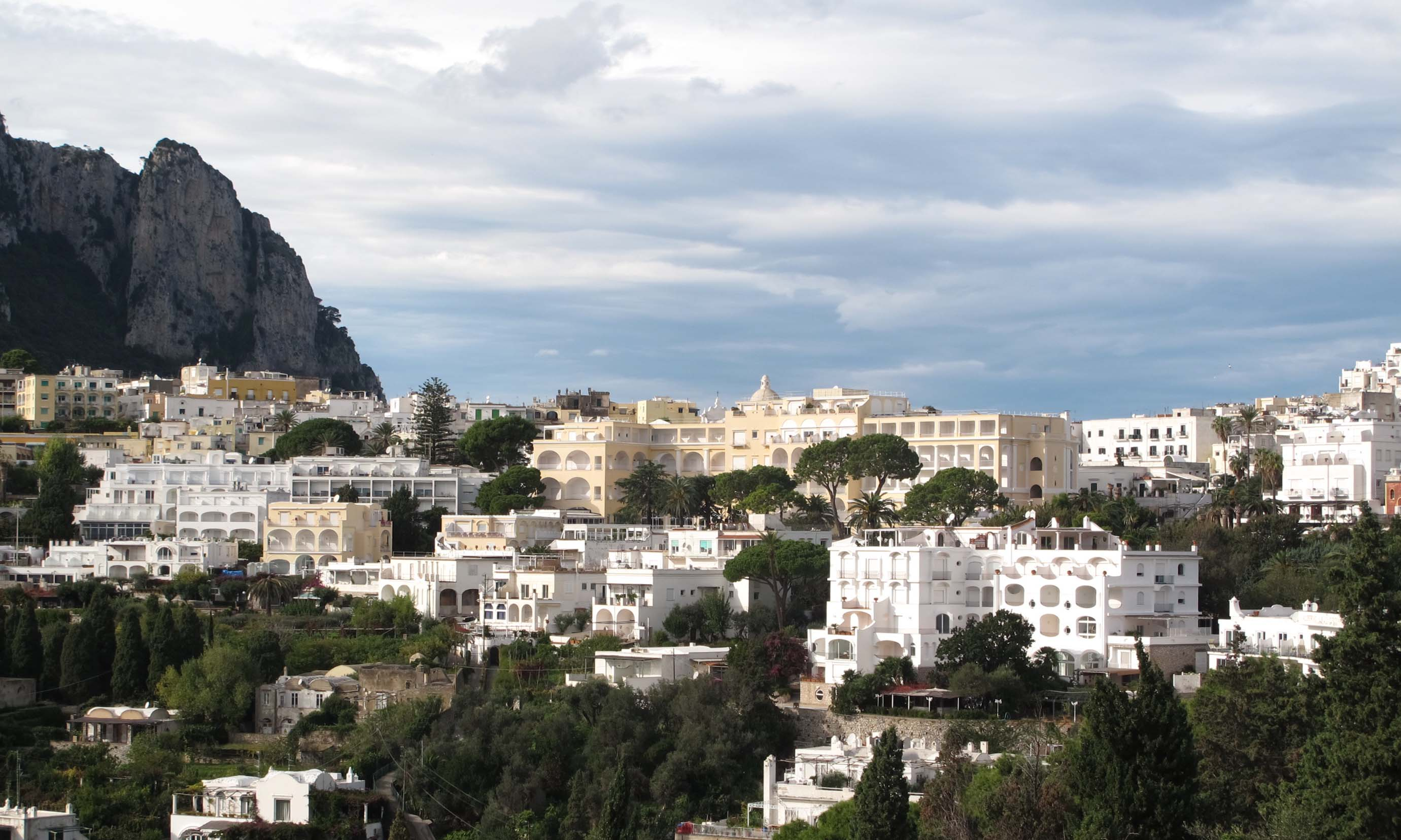
Capri